# Luty Bór
Luty Bór (biał. Люты Бор; ros. Лютый Бор) – wieś na Białorusi, w obwodzie brzeskim, w rejonie stolińskim, w sielsowiecie Rzeczyca, przy granicy z Ukrainą.
Dawniej nazwę Luty Bór nosiło uroczysko. Zlokalizowane było one na północ od współczesnej wsi, która leży przy dawnym uroczysku Mużeliwino. W dwudziestoleciu międzywojennym tereny te leżały w Polsce, w województwie poleskim, w powiecie stolińskim. Po II wojnie światowej w granicach Związku Sowieckiego. Od 1991 w niepodległej Białorusi.